# Consultório na Rua
Consultório na Rua (CnaR) é uma modalidade de serviço de atenção primária à saúde, no âmbito da Estratégia Saúde da Família, oferecida pelo Sistema Único de Saúde (SUS) para as populações em situação de rua. Foi instituído pela Política Nacional de Atenção Básica de 2012. Considerando a especificidade e vulnerabilidade de seu público, as equipes de CnaR apresentam uma composição e uma organização de trabalho diferentes das equipes de Saúde da Família tradicionais. Para oferecer atendimento integral a este grupo de pessoas, conta com uma equipe multiprofissional, podendo ser organizada em três modalidades compostas pelos grupos A (enfermeiro, psicólogo, assistente social ou terapeuta ocupacional) ou B (agente social, técnico ou auxiliar de enfermagem, técnico em saúde bucal, cirurgião-dentista, profissional/professor de educação física ou profissional com formação em arte e educação) de profissionais:
- Modalidade I: mínimo de 4 profissionais, sendo 2 obrigatoriamente do grupo A e os demais A ou B;
- Modalidade II: mínimo de 6 profissionais, sendo 3 obrigatoriamente do grupo A e os demais A ou B;
- Modalidade III: equivale à modalidade II com acréscimo de um médico.[2]

As atividades do CnaR são itinerantes, desenvolvendo seu trabalho tanto na rua, quanto na unidade de saúde. Pela complexidade e alta vulnerabilidade de sua população, requer uma forte articulação com a rede de apoio, como os Núcleos de Apoio à Saúde da Família (NASF), Centros de Atenção Psicossocial (Caps), serviços de urgência e emergência, instituições de assistência social e outras entidades civis ou públicas.